# Витебский государственный музыкальный колледж имени И. И. Соллертинского
Витебский государственный музыкальный колледж имени И. И. Соллертинского — старейшее музыкальное учебное заведение Республики Беларусь. Основано как Народная консерватория в октябре 1918 года представителями музыкальной интеллигенции Витебска, среди которых был И. И. Соллертинский.

## История
В помещении Витебского театра 8 декабря 1918 года состоялось торжественное открытие Народной консерватории, руководителем которой стал Н. Малько. Первый набор был проведён на следующие специальности: фортепиано, струнные смычковые и духовые инструменты, вокал.  Согласно протоколу заседания секции специального образования Витебского МУЗО Народная консерватория 22 сентября 1919 года была реорганизована в специальную музыкальную школу трёх ступеней.  Численность учащихся в специальной музыкальной школе в 1921 году составила 195 человек, преподавателей — 26 человек. В 1922 году консерватория была реорганизована в музыкальный техникум. В 1923 году в техникуме было открыто хореографическое отделение, а в 1924 году — оперный класс. В 1927 году по решению Отдела народного образования техникум был преобразован в профессионально-техническую школу. В 1935 году школа была преобразована в музыкальный техникум, а в 1936 году — в музыкальное училище. В 1960 году в училище было открыто заочное отделение (закрыто в 1969 году).
9 декабря 1992 года приказом Витебского областного исполнительного комитета училищу присвоено имя Соллертинского Ивана Ивановича. В 2001 году училище переименовано в учреждение образования «Витебское государственное музыкальное училище имени И. И. Соллертинского», а 1 января 2010 года — в учреждение образования «Витебский государственный музыкальный колледж имени И. И. Соллертинского».

## Специальности
- Музыковедение
- Фортепианное исполнительство
- Инструментальное исполнительство(оркестровое струнные смычковые инструменты)
- Инструментальное исполнительство(оркестровые духовые и ударные инструменты)
- Искусство эстрады(пение)
- Хоровое пение(академический хор)

## Руководители учебного заведения
- Н. А. Малько (1918—1921)
- Э. Е. Беллин (1921—1922)
- В. И. Пресняков (1922—1924)
- А. П. Постников (1924—1926)
- А. Ф. Штейн (1926—1930)
- Ю. Ф. Гурецкий (1930—1931)
- Г. С. Пульман (1931—1935)
- П. К. Маргалик (1938—22.06.1941)
- Л. А. Маркевич (1947—1952)
- Г. Е. Кутневич (1952—1969)
- Ф. В. Туровский (1969—1987)
- Л. Л. Рубцева (1987—1990)
- А. И. Грецкий (1990 - 2017 )
- Н. А. Кошелева ( с 2017)

## Призы и награды
Учащиеся участвуют в музыкальных конкурсах, олимпиадах, занимают призовые места.
На базе колледжа созданы музыкальные коллективы, которые получили широкое признание в Республике. Победители и дипломанты смотров-конкурсов оркестровых коллективов:
- камерный оркестр (под рук. А. Белявского)
- оркестр белорусских народных инструментов (С. Тимошенко)
- оркестр русских народных инструментов (В. Шишов)
- оркестр духовых инструментов (И. Кошелев)
- хор училища (А. Суворов)

## Знаменитые выпускники
- Народный артист Республики Беларусь, профессор, в прошлом ректор Белорусской государственной академии музыки, М. Козинец
- Заслуженный артист РБ, профессор БГАМ, лауреат международных конкурсов Н. Севрюков
- Художественный руководитель ансамбля «Классик-Авангард» В. Байдов
- Главный хормейстер Государственного народного хора им. Цытовича И. Абразевич
- Руководитель детского народного хора и камерного молодёжного хора В. А. Раузо
- Доктор искусствоведческих наук при Королевской музыкальной консерватории в Канаде Андрей Манулик
- Солистка Мариинского театра Санкт-Петербурга Ольга Легкова
- Преподаватель Российской академии музыки имени Гнесиных, которую называют первой домрой России, Екатерина Мочалова

## Лауреаты международных конкурсов
- Н. Севрюков (Германия)
- А. Мацкевич (Германия)
- Н. Слюсарь и Е. Зыбо (Германия)
- А. Морозов (Швейцария)
- Б. Бежко (Голландия)
- Н. Шитикова («Кубок Севера»)
- А. Дараганов (Германия)
- П. Дараганов (Латвия, Польша)
- Е. Мочалова (Беларусь, Дельфийские игры)
- В. Серпинский (Россия, Беларусь, Украина)
- К. Козловская (Россия)
- З. Злотникова (Россия)
- Н. Ковалевич (Россия)
- Д. Кунцевич (Россия)[4]